# Parvathy Baul
Pour les articles homonymes, voir Baul.

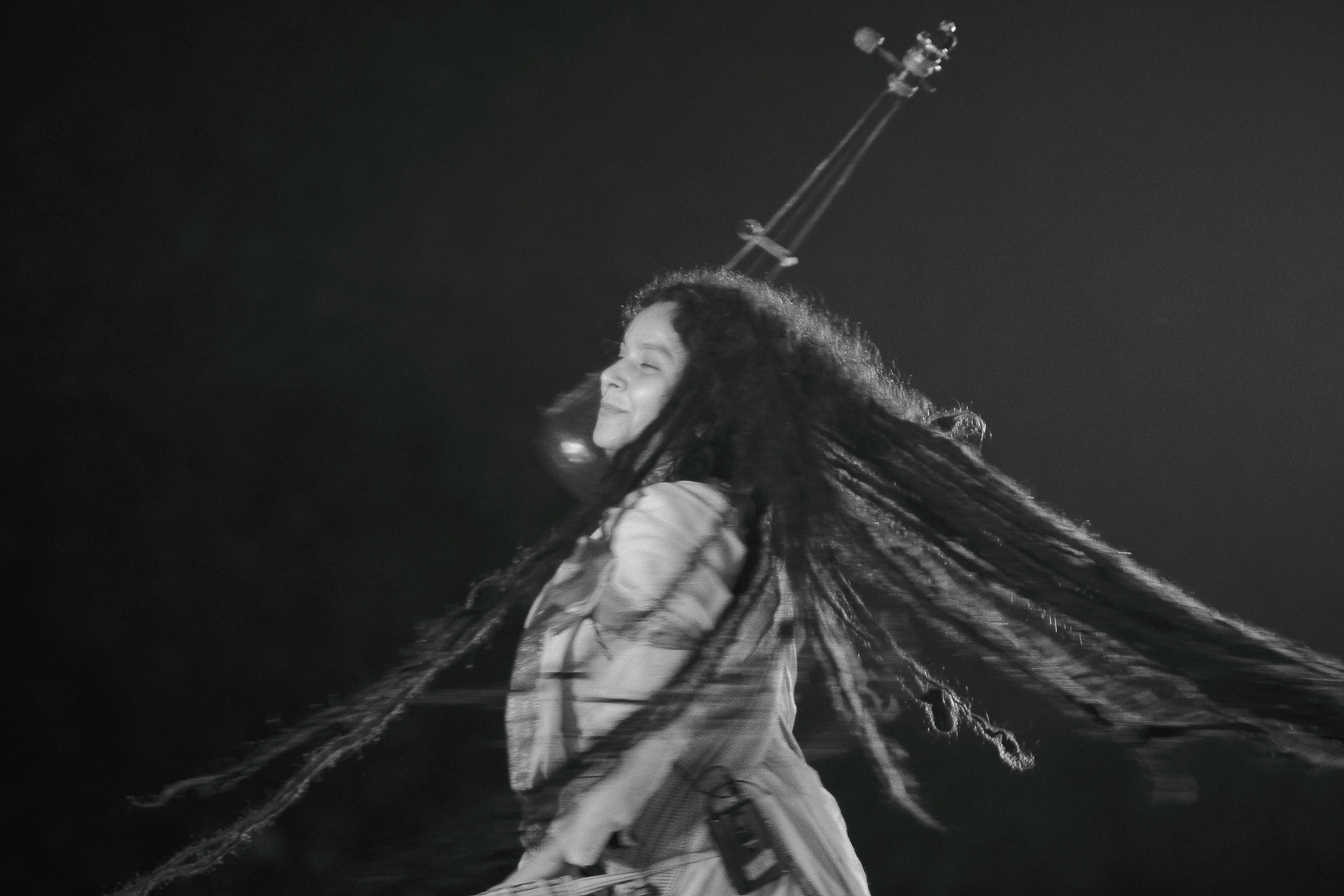
Parvathy Baul en concert

Moushumi Parial, dite Parvathy Baul, est une chanteuse indienne de musique bâul née en 1976 dans le district de Lakhimpur, dans l'État d'Assam en Inde.

## Biographie
Née dans une famille indienne brahmane de la classe moyenne, en 1976, Moushumi Parial (son véritable nom) est passionnée de la musique depuis son enfance,. Sa famille quitte le district de Lakhimpur pour le Bengale occidental en 1983. Elle apprend dans sa jeunesse la danse kathak. Son père, ingénieur dans les chemins de fer, et lui-même passionné de musique indienne classique, l'initie également à différentes techniques de chant,.
À la suite d'une rencontre avec Phulmala Dashi, une chanteuse Bâul, elle choisit de se consacrer à la musique et à la spiritualité et de prendre le nom de Parvathy  Baul, affirmant ainsi sa proximité avec cette communauté bâul, musiciens mystiques du Bengale, bien qu'elle ait suivi une formation artistique à l'université . Elle commence à apprendre la musique bâul avec Phulmala Dashi, visite plusieurs âshram , puis sur les conseils de Phulamal Dashi, trouve d'autres enseignants et gurus. C'est tout d'abord Sanatan Das Baul, âgé de 80 ans, qui lui donne son initiation diksha et lui enseigne musiques et chansons, jouant de l'ektara et de la Duggi, une petite timbale attachée à la taille. Elle choisit ensuite comme autre guru Shashanko Goshai Baul. Goshai, âgé de 97 ans à l'époque. Ceci-ci hésite tout d'abord à prendre une femme  comme disciple, et teste sa motivation pendant quelques jours. Puis il lui enseigne de nombreuses chansons, et les subtilités de la tradition bâul pendant trois ans.
À la fin des années 1990, elle épouse Ravi Gopalan Nair, un marionnettiste dans la tradition du Kerala, qui utilise également des marionnettes à gaine. Ils voyagent ensemble et se rendent en particulier, en l'an 2000, dans le Vermont, aux États-Unis à la rencontre de Peter Schumann, connu pour incorporer marionnettes, et performances dans des spectacles de théâtre.
À partir de 2001, elle se consacre entièrement à la tradition musicale bâul. Elle s'appuie sur cette tradition dans ses spectacles, dans toute l'Inde et d'autres pays.

### Webographie
- (en) « Poetess and Minstrel, Parvathy Baul Lives and Dances in her Beloved’s Divine Heart », sur le site hinduismtoday.com.